# 伊柳塞拉岛

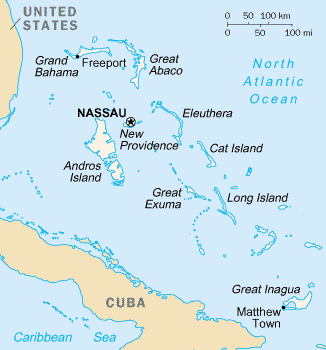

伊柳塞拉岛（Eleuthera）是巴哈马的一个岛屿，位于首都拿骚以东80公里。伊柳塞拉岛总面积518 km2。伊柳塞拉岛十分狭长，长约180 km，最窄处仅1英里。该岛人口约8000人（2000）。该岛最高处仅58米。伊柳塞拉岛上有3个机场。